# Wyszki
Wyszki è un comune rurale polacco del distretto di Bielsk, nel voivodato della Podlachia.
Ricopre una superficie di 206,5 km² e nel 2004 contava 5 062 abitanti.